# Piet Hein Donner
Jan Pieter Hendrik (Piet Hein) Donner (Amsterdam, 20 oktober 1948) is een Nederlands jurist, Minister van Staat, voormalig bestuurder en oud-politicus voor het CDA.
Donner was onder meer lid en voorzitter van de Wetenschappelijke Raad voor het Regeringsbeleid (1993-1997) en was lid van de Raad van State (1998-2002), voordat hij vanaf 2002 minister van Justitie werd in de kabinetten Balkenende I, II en III. In september 2006 trad hij af naar aanleiding van het rapport van de Onderzoeksraad Voor Veiligheid over de Schipholbrand. Na een korte periode als Tweede Kamerlid werd hij in februari 2007 minister van Sociale Zaken en Werkgelegenheid in het kabinet-Balkenende IV. In oktober 2010 werd hij minister van Binnenlandse Zaken en Koninkrijksrelaties in het kabinet-Rutte I. Donner trad eind 2011 terug als minister om per 1 februari 2012 vicepresident van de Raad van State te worden wat hij tot 1 november 2018 bleef. In december 2018 werd hij benoemd tot minister van staat.

## Loopbaan
Donner werkte als ambtenaar op het ministerie van Economische Zaken, later op Justitie, en werd in 1990 lid, en in 1993 ook voorzitter van de Wetenschappelijke Raad voor het Regeringsbeleid. In 1998 trad hij toe tot de Raad van State. Hij was in die periode voorzitter van de naar hem genoemde commissie, de commissie-Donner, belast met het doen van voorstellen over het omvormen van het WAO-stelsel.

### Minister van Justitie
Na de Tweede Kamerverkiezingen 2002 werd Donner op 17 mei door de koningin benoemd tot informateur. Op 4 juli sloot hij de informatie af met het advies een formateur te benoemen die als opdracht kreeg een kabinet met de partijen CDA, LPF en VVD tot stand te brengen. Hoewel hij in het verleden vaker had aangegeven het ministerschap niet te ambiëren ("Het is een foute veronderstelling dat een ambtenaar ook minister kan zijn. Beleid maken en beleid verkopen, dat zijn verschillende zaken."), trad hij op 22 juli 2002 als minister van Justitie toe tot het kabinet-Balkenende I. In datzelfde jaar werd begonnen met prestatiecontracten tussen overheid en politie.
Na de verkiezingen van 22 januari 2003 werd Donner opnieuw tot informateur benoemd. Op 27 mei 2003 trad hij toe als Minister van Justitie tot het kabinet-Balkenende II.
Op 13 november 2004, elf dagen na de moord op Van Gogh, pleitte minister Donner op een CDA-congres voor het aanscherpen van naleving van de Wet inzake smalende godslastering (art. 147 Sr). Zijn grootvader Jan Donner, destijds ook minister van Justitie, had de wet in 1932 ingevoerd. Omdat een groot deel van de samenleving vond dat met de moord op Van Gogh de vrijheid van meningsuiting in het geding was, diende D66-Kamerlid Lousewies van der Laan een motie in voor afschaffing van deze wet. Dit voorstel werd behalve door de christelijke partijen ook verworpen door VVD'er Frans Weisglas en de PvdA. Op 6 november 2009 dienden de oppositiepartijen SP, VVD en D66 een initiatiefwetsvoorstel in om het verbod in zijn geheel af te schaffen.
Op 17 juni 2005 overleefde Donner een motie van wantrouwen die ingediend was door de Lijst Pim Fortuyn naar aanleiding van wanbeleid rondom het proefverlof van tbs'ers. Eerder overleefde Donner een politiek debat over een wegens ontucht veroordeelde tbs'er die tijdens zijn proefverlof een meisje uit Eibergen ontvoerde en misbruikte.
Op 5 september 2005 kwam Donner onder vuur te liggen, nadat in de zaak van de Schiedammer parkmoord bleek dat Justitie willens en wetens bewijsmateriaal achterhield waardoor een onschuldige man tot achttien jaar cel en tbs was veroordeeld wegens verkrachting van en moord op de tienjarige Nienke Kleiss. Ook in hoger beroep werd het bewijsmateriaal achtergehouden, terwijl het Nederlands Forensisch Instituut, dat ook onder Donners verantwoordelijkheid viel, aan meer dan honderd medewerkers van Justitie een presentatie had gegeven waarin werd aangetoond dat de veroordeelde onschuldig was - een feit dat het instituut niet in zijn officiële rapport in de zaak had vermeld. Mede hierdoor kon de later veroordeelde dader Wik H. doorgaan met het plegen van zedendelicten. Minister Donner ontkende de ernst van de situatie. Op 6 september 2005 gaf de Tweede Kamer Donner een week de tijd om per brief opheldering te geven over het mogelijke verzwijgen van belangrijke feiten door Justitie in de Schiedammer parkmoord. In het daaropvolgende debat overleefde Donner een motie van wantrouwen.
In september 2006 veroorzaakte Donner grote opschudding door in een interview met het weekblad Vrij Nederland te verklaren dat de islam als nieuwe zuil in Nederland moet worden aanvaard als een tweederdemeerderheid van alle Nederlanders dat zou willen, ook als dat betekent dat de sharia wordt ingevoerd of als dat gepaard gaat met afwijkende gedragsregels t.a.v. vrouwen of homo's. Hij ging daarmee in tegen het standpunt van zijn eigen fractievoorzitter Maxime Verhagen.

### Aftreden
Op 21 september 2006 trad Donner af na de presentatie van het eindrapport van de Onderzoeksraad voor Veiligheid over de Schipholbrand. De hoofdverantwoordelijke voor de brandveiligheid was volgens de raad de Dienst Justitiële Inrichtingen (DJI), die onder de verantwoordelijkheid van de minister van Justitie valt. In zijn verklaring aan de Tweede Kamer zei Donner dat hij het debat over het eindrapport niet wilde belasten met een discussie over het aftreden van bewindslieden. Daar was volgens hem het onderwerp te belangrijk voor. Hij liet daarbij doorschemeren dat hij de conclusies van het rapport niet volledig onderschreef.

### Minister van Sociale Zaken en Werkgelegenheid

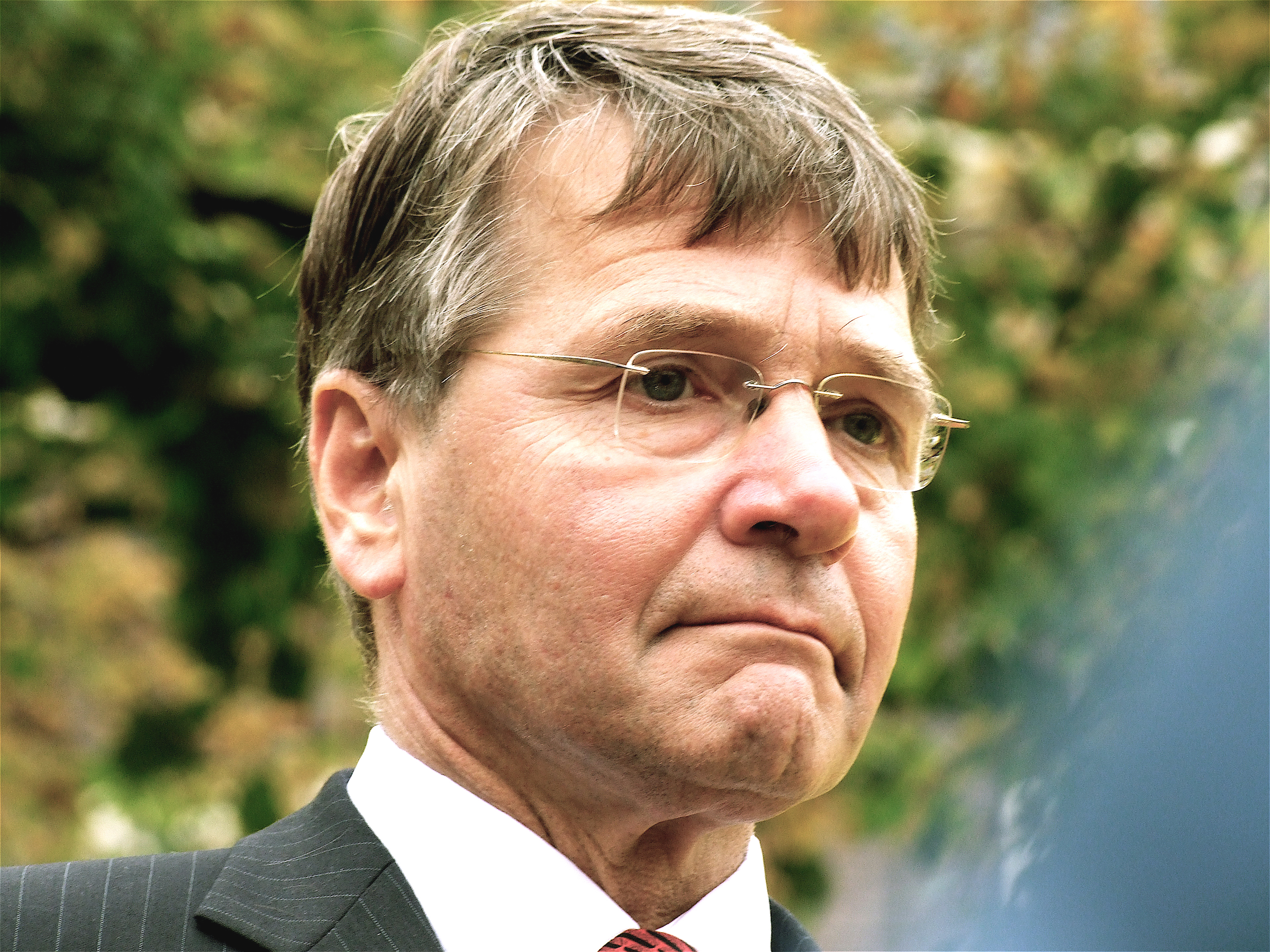
Donner in 2008 als minister van Sociale Zaken

Op 22 februari 2007 werd Donner beëdigd als minister van Sociale Zaken en Werkgelegenheid in het kabinet-Balkenende IV van CDA, PvdA en CU.
Hij kreeg scherpe kritiek op zijn plannen het ontslagrecht te versoepelen. Deze werden na rijp beraad uitgesteld. In juli 2008 lekte uit dat Donner in een interview met De Telegraaf zou opperen te willen laten onderzoeken of de AOW-leeftijd naar 70 jaar zou kunnen worden opgetrokken. Hij riep hiermee de woede van de PvdA over zich af. Ook zijn eigen partij, het CDA, zag niets in dit proefballonnetje, omdat toen zelfs het ophogen van de AOW-leeftijd naar 67 jaar (nog) niet aan de orde was.

### Minister van Binnenlandse Zaken en Koninkrijksrelaties
Op 14 oktober 2010 werd Donner beëdigd als minister van Binnenlandse Zaken en Koninkrijksrelaties in het kabinet-Rutte I van CDA en VVD.
Op 6 juli 2011 berichtten de media dat Donner waarschijnlijk vicevoorzitter van de Raad van State zou worden, als opvolger van Herman Tjeenk Willink. Donner zelf hield zich op de vlakte. „Ik speculeer nooit verder dan de dag dat ik leef”, reageerde hij. Premier Mark Rutte maakte bekend dat er na het zomerreces een advertentie geplaatst zou worden waarop iedereen mag reageren, ook ministers. Op 1 oktober 2011 noemde CDA-partijvoorzitter Ruth Peetoom Donner een goede kandidaat en op 3 oktober bevestigde dagblad Trouw dat Donner vicevoorzitter zou worden. Tijdens de laatste persconferentie voor het herfstreces maakte Rutte bekend dat minister Opstelten van Justitie Ivo Opstelten de procedure zal leiden in plaats van Donner (Binnenlandse Zaken). Rutte gaf aan dat er formeel nog geen kandidaten waren en dat de procedure nog in gang moest worden gezet.
In zijn laatste brief aan de Tweede Kamer schreef Donner dat de Nederlandse regering niets ziet in wetgeving die regelt dat politici met een strafblad uit hun ambt worden gezet. Hij antwoordde dit op vragen van de PvdA-Kamerleden Pierre Heijnen en Jeroen Dijsselbloem naar aanleiding van de kwestie-Van Meurs, de voor kinderporno veroordeelde Arnhemse politicus.

### Vicepresident Raad van State
Op 16 december 2011 droeg het kabinet-Rutte Donner voor als vicepresident van de Raad van State. Hij trad om die reden dezelfde dag nog af als minister en werd meteen opgevolgd door Liesbeth Spies. In februari 2012 nam hij het vicepresidentschap van de Raad van State over van Herman Tjeenk Willink. Op 31 oktober 2018 ging Donner met pensioen en nam afscheid van de raad; hij werd daarbij benoemd tot Grootofficier in de Orde van Oranje-Nassau. Hij werd als vicepresident van de Raad van State opgevolgd door Thom de Graaf.
Op 21 december 2018 werd bekend dat Donner was voorgedragen voor benoeming tot minister van Staat.

## Persoonlijk leven
Donner stamt uit een familie van gereformeerde juristen. Zijn vader, André Donner, was lid van het Europees Hof van Justitie en als lid van de Commissie van Drie betrokken bij het onderzoek naar de Lockheed-affaire. Zijn grootvader, Jan Donner, was minister van Justitie voor de ARP en van 1946 tot 1961 president van de Hoge Raad. Piet Heins oom Johannes Hendrikus Donner (1927-1988) was schaakgrootmeester en drievoudig kampioen van Nederland.
Donner is getrouwd en is belijdend lid van de Protestantse Kerk in Nederland (vóór 2004 van de Gereformeerde Kerken in Nederland).

## Nevenfuncties
- Cleveringa-hoogleraar 2015-2016 aan de Universiteit Leiden
- Voorzitter Centre for European Security Studies in Groningen
- Voorzitter Vereniging tot christelijke verzorging van geestes- en zenuwzieken ?Vereniging Bennekom?
- Voorzitter Scientific Council ASWB
- Lid Curatorium van de Stichting Maatschappelijk Ondernemen Midden- en Kleinbedrijf
- Voorzitter van het Interkerkelijk beraad in Overheidszaken (CIO)
- Lid Raad van Advies Nederlands Christelijke Sport Unie
- Lid Wetenschappelijke raad T.M.C. Asser Instituut
- Lid Curatorium van het NCW
- Voorzitter Raad van Toezicht van de Protestantse Theologische Universiteit

## Publicaties
- Artikelen op de terreinen van Europees recht, vreemdelingenrecht en staatsrecht
- Publiek Rapporteur EBN-rapport De gevolgen van een Europese 'vierde' bestuurslaag (1991)
- Rapporteur EBN-rapport Europa: Wat nu?, WRR-Voorstudie nr. 91 (1995) ISBN 90-399-0918-0
- Staat in beweging, WRR-Voorstudie nr. 100 (1998) ISBN 90-399-1490-7
- Rap De Don in samenwerking met Meester G. (2006)

bron:CDA via nieuwsbank
- Gemeinsame Normdatei: 170765342
- International Standard Name Identifier: 0000 0000 3593 2140
- Library of Congress Control Number: n96018427
- MusicBrainz: 1708e398-2018-4774-bfab-539b691d7a45
- NARCIS: PRS1333237
- Nederlandse Thesaurus van Auteursnamen: 073679313
- Parlement.com: vg9fgopqa1o0
- Virtual International Authority File: 46023651
- WorldCat: E39PBJrchkckqxYFM9RXcx94bd